# Ronov nad Doubravou
Město Ronov nad Doubravou (německy Ronow an der Doubrawa, též Ronau) se nachází v okrese Chrudim v Pardubickém kraji. Městem protéká řeka Doubrava a její dva pravostranné přítoky Lovětínský potok a Kurvice. Žije zde přibližně 1 700 obyvatel.

## Historie
První písemná zmínka o Ronovu pochází z roku 1307. Autorem listiny, jež se o Ronovu jako nově založeném městě zmiňuje, je sám jeho zakladatel, Oldřich z Lichtenburka. Město tak díky původu zakladatele města (rod Lichtenburků je součástí rozrodu Ronovců) „zdědilo“ první část svého jména po Ronově u Žitavy, sídle prvních Ronovců.

## Části města
- Ronov nad Doubravou
- Mladotice
- Moravany

Od 30. dubna 1976 do 31. prosince 1991 k městu patřily i Žlebské Chvalovice, od 1. července 1985 do 30. srpna 1990 Bousov a od 1. ledna 1989 do 28. února 1990 také Podhořany u Ronova.

## Pamětihodnosti

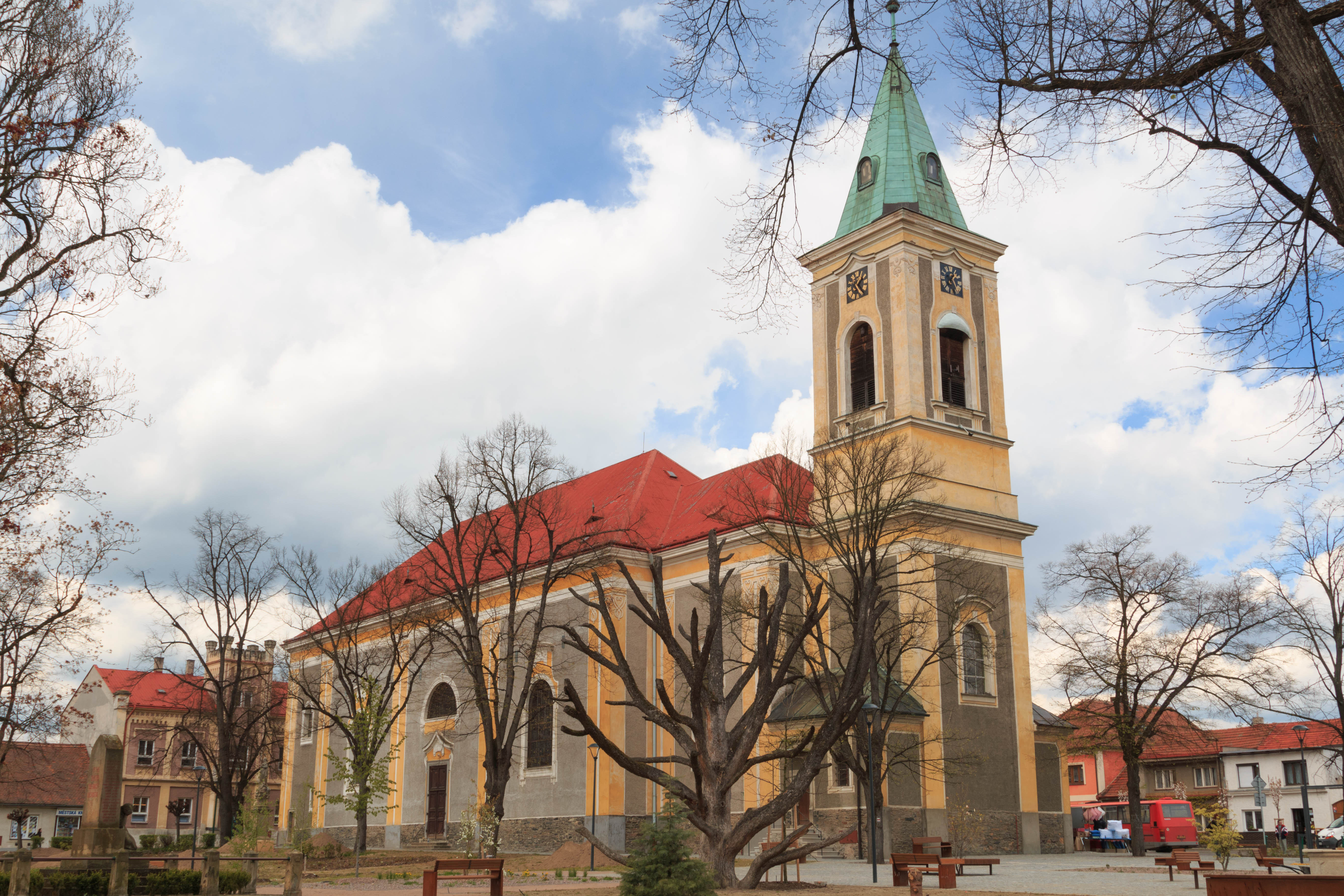
Kostel svatého Vavřince

Většina ronovských památek se nachází na náměstí, které nese jméno zdejšího rodáka, malíře Antonína Chittussiho. Má tvar obdélníku o velikosti 120 × 100 m, v jehož středu je kostel sv. Vavřince. Severní částí náměstí prochází silnice II/337 z Čáslavi do Třemošnice; zbylá plocha slouží jako parkoviště. V jižní části se nachází park, ve kterém je pomník padlým z první světové války, kašna a mariánský sloup.
Kostel svatého VavřinceJednolodní pseudobarokní kostel vystavěný v letech 1849–1852 na místě staršího kostela postaveného před rokem 1358. Na stavbu bylo použito smíšené zdivo: kámen a cihly. Na stropě kostela jsou fresky namalované členem benediktinského řádu v Emauzech Jaroslavem Majorem. Jde o kopie originálů italských malířů Frankassiniho a Grandiho z chrámu v Římě. Zobrazují výjevy ze života svatého Vavřince. Dvě okenní sklomalbv navrhl Rudolf Mates.
RadniceRadnice z roku 1865 postavená v novogotickém slohu. V šedesátých letech 20. století byla kompletně opravena a částečně přestavěna. Před druhou světovou válkou sloužily pro potřeby radnice dvě místnosti v přízemí; v horním patře byl byt a ordinace lékaře. Později byla v patře umístěna škola. Nyní se celá budova využívá pro potřeby městského úřadu; v horním patře je zasedací místnost a svatební síň.
ZámekTřípodlažní jednoduchá stavba v Zámecké ulici z let 1823–1825 s výrazným centrálním štítem. Byla postavená na místě dřívějšího zámečku z doby před rokem 1664. Zámek byl přestavěn koncem 19. století, kdy získal pseudogotickou podobu. V současné době zde sídlí Lesy České republiky.
ParkPark u kostela byl zřízen v roce 1885 místní občanskou záložnou. Původně byl udržován jako anglický park. Po architektonické úpravě v roce 1933 byly zachovány původní lípy, javory a dva vzácné stromy: líska turecká a dub svazčitý. Této lísce se věnoval i pořad České televize Paměť stromů a v roce 2005 soutěžila o titul Strom roku. V zimě 2010/2011 zaschla a je z ní již jen mrtvé torzo.
Bílkova vilaBílkova vila v Čáslavské ulici byla projektovaná sochařem a architektem Františkem Bílkem z roku 1934 postavená pro jeho švagra, pražského lékaře Jaromíra Nečase. Jde o jednoduchou secesní jednopatrovou stavbu s cennými venkovními reliéfy. V Bílkově vile se nachází Galerie Antonína Chittussiho.

### Další pamětihodnosti
- Hřbitovní kostel svatého Kříže u silnice k Mladoticím JV od města je románská stavba z 2. poloviny 12. století s gotickým presbytářem.[6] Kolem stávala ve středověku zaniklá ves Protivany.
- Kostel svatého Martina, středověký, původně kolem ve středověku stávala zaniklá ves Stusyně
- Sochy svatého Petra a svatého Jana Nepomuckého z roku 1725 v aleji u zámku (přesunuty na náměstí před kostel).[7]

## Osobnosti
- Josef Zwierzina (1775–1858), podnikatel
- Ferdinand Schulz (1835–1905), novinář, spisovatel a politik
- Antonín Chittussi (1847–1891), akademický malíř
- Dobroslav Orel (1870–1942), hudební vědec
- Karel Horký (1879–1965), novinář, spisovatel, kritik a vydavatel
- Jaroslav Turek (1925–2005), akademický malíř

## Filmová zajímavost
V roce 1941 se zde natáčely téměř všechny exteriéry filmu Městečko na dlani podle stejnojmenného románu Jana Drdy, ve kterém účinkovalo mnoho předních herců a hereček (několik scén se natočilo také v nedaleké Třemošnici a pod zříceninou hradu Lichnice). V Ronově nad Doubravou se uskutečnila také mimopražská předpremiéra filmu (4. září 1942), zatímco celostátní premiéra filmu byla 18. září 1942 (již dokončený film musel řadu měsíců čekat na povolení distribuce od protektorátních úřadů). Film je považován za jeden z nejzdařilejších protektorátních snímků.
Městský zpravodaj vydávaný radnicí, který vychází 6× ročně v tištěné i elektronické podobě, se na počest tohoto filmu jmenuje „Městečko na dlani“ (s podtitulem Zpravodaj Ronova nad Doubravou, Mladotic a Moravan).

## Další fotografie

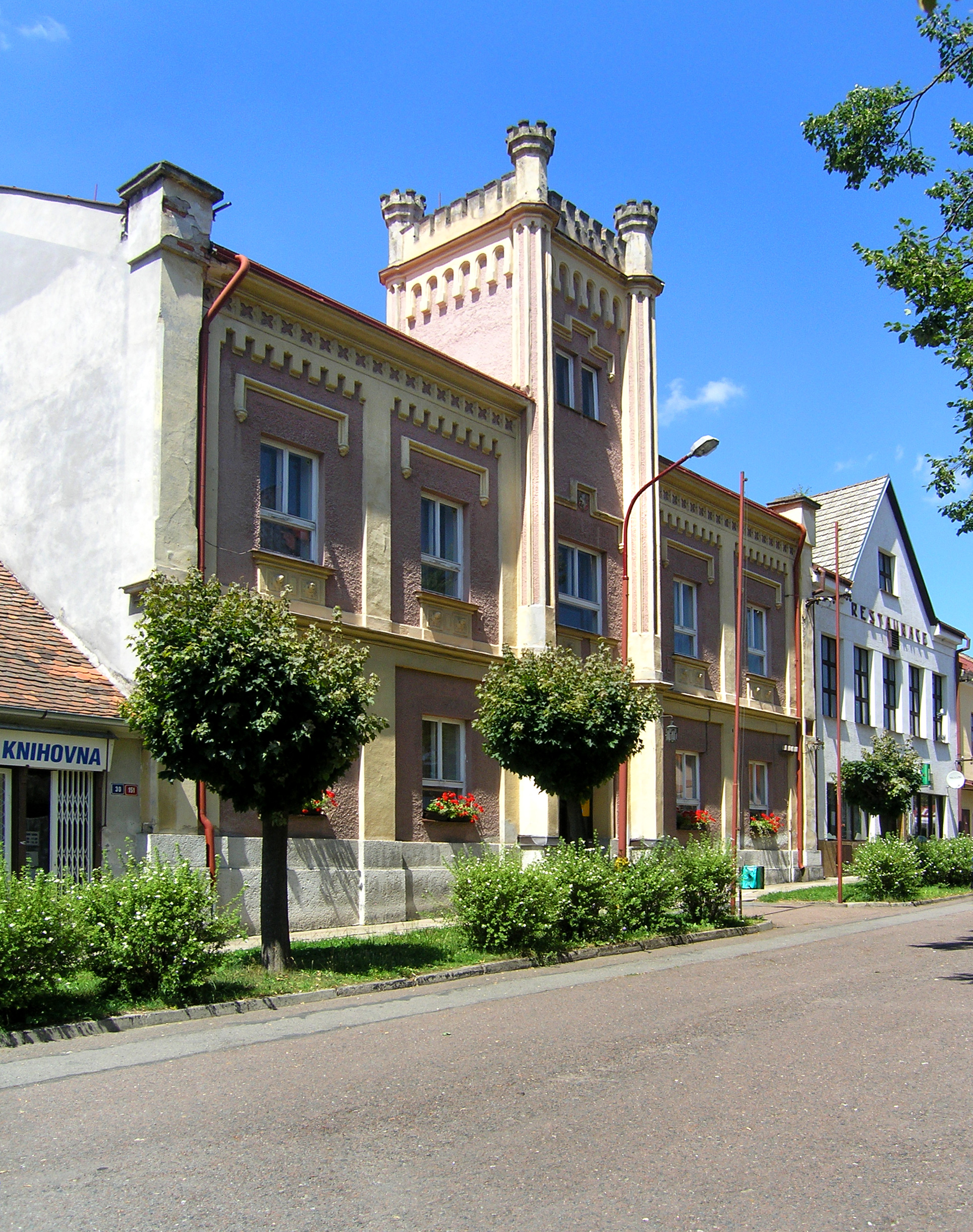
Městský úřad
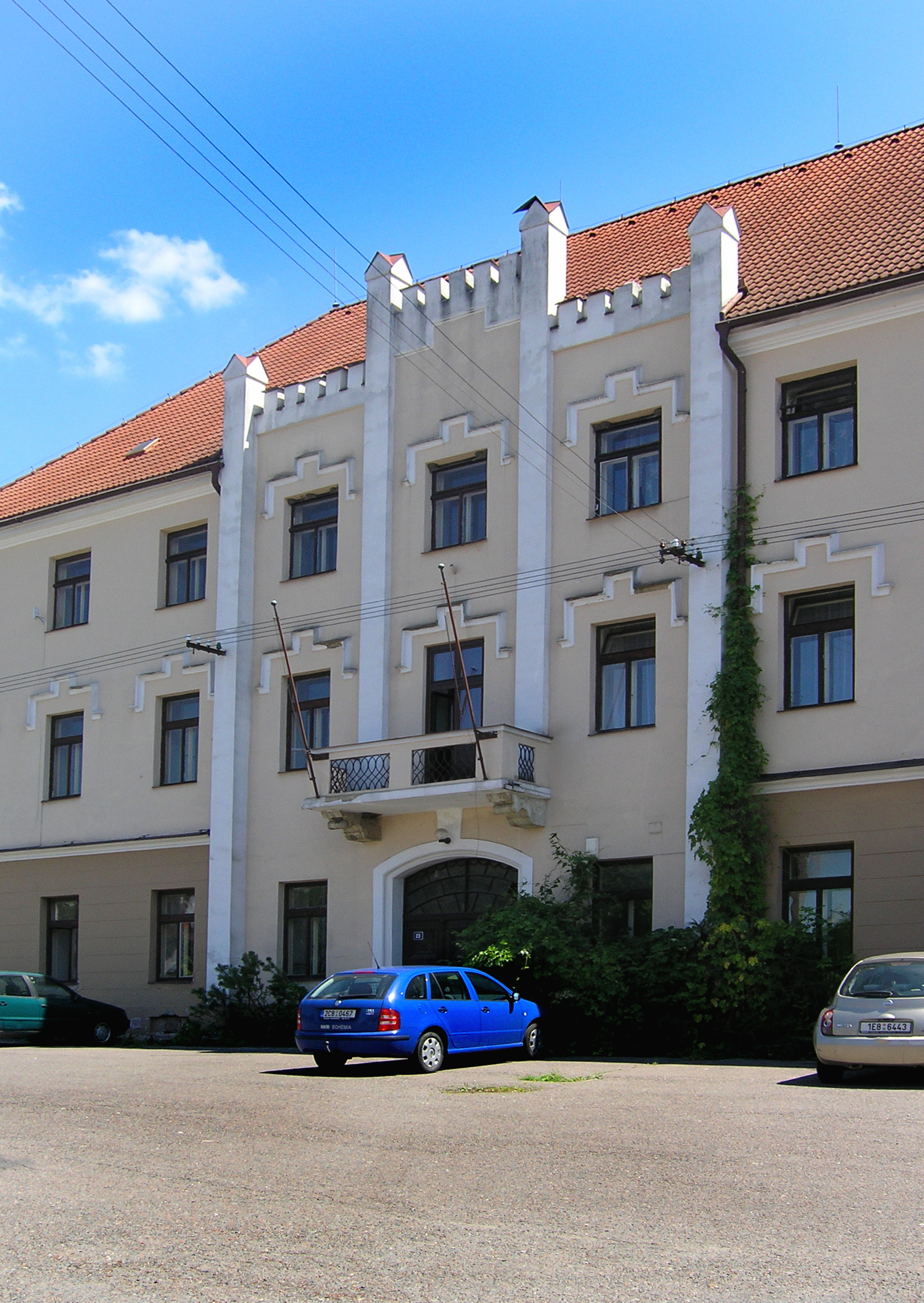
Zámek
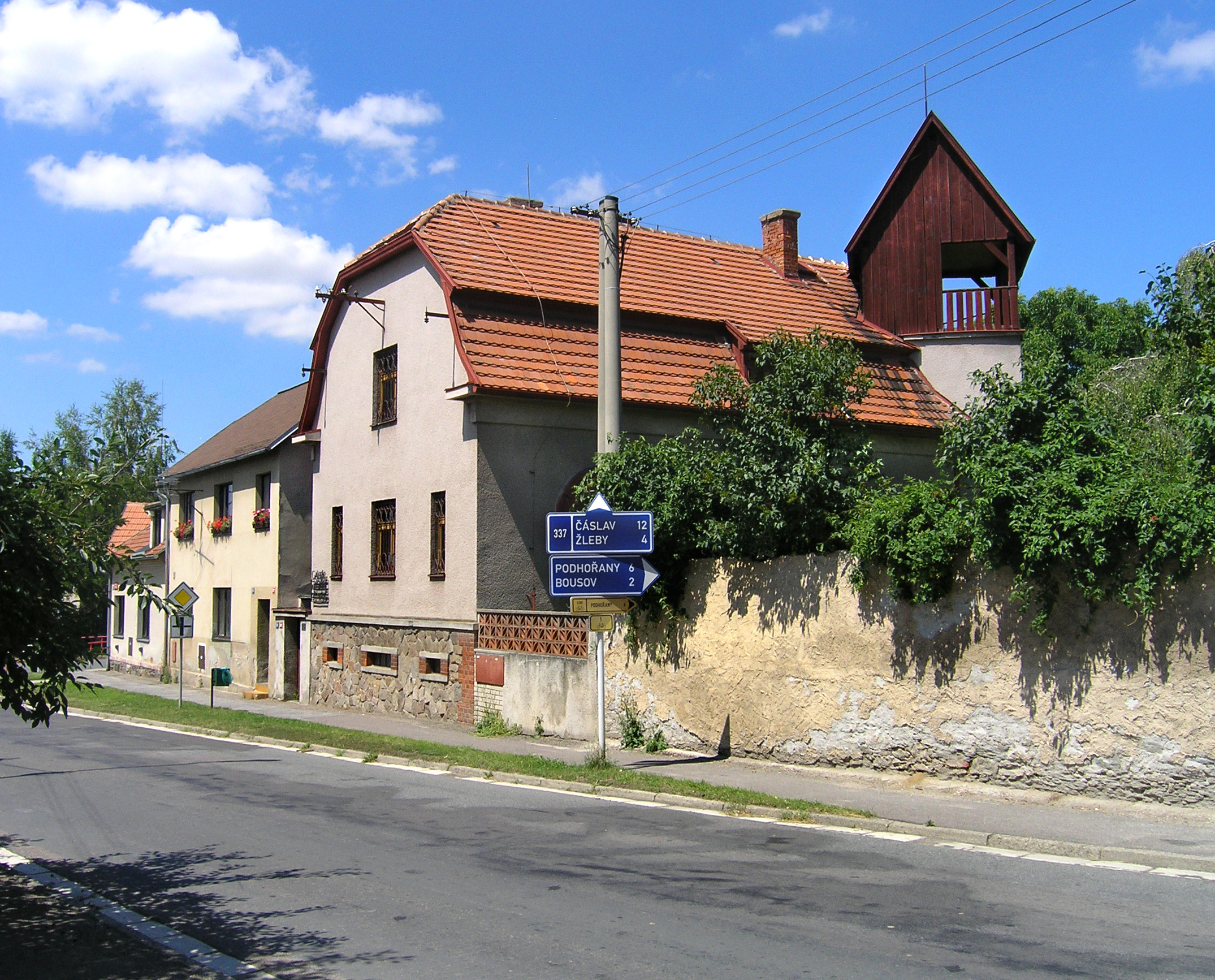
Bílkova vila
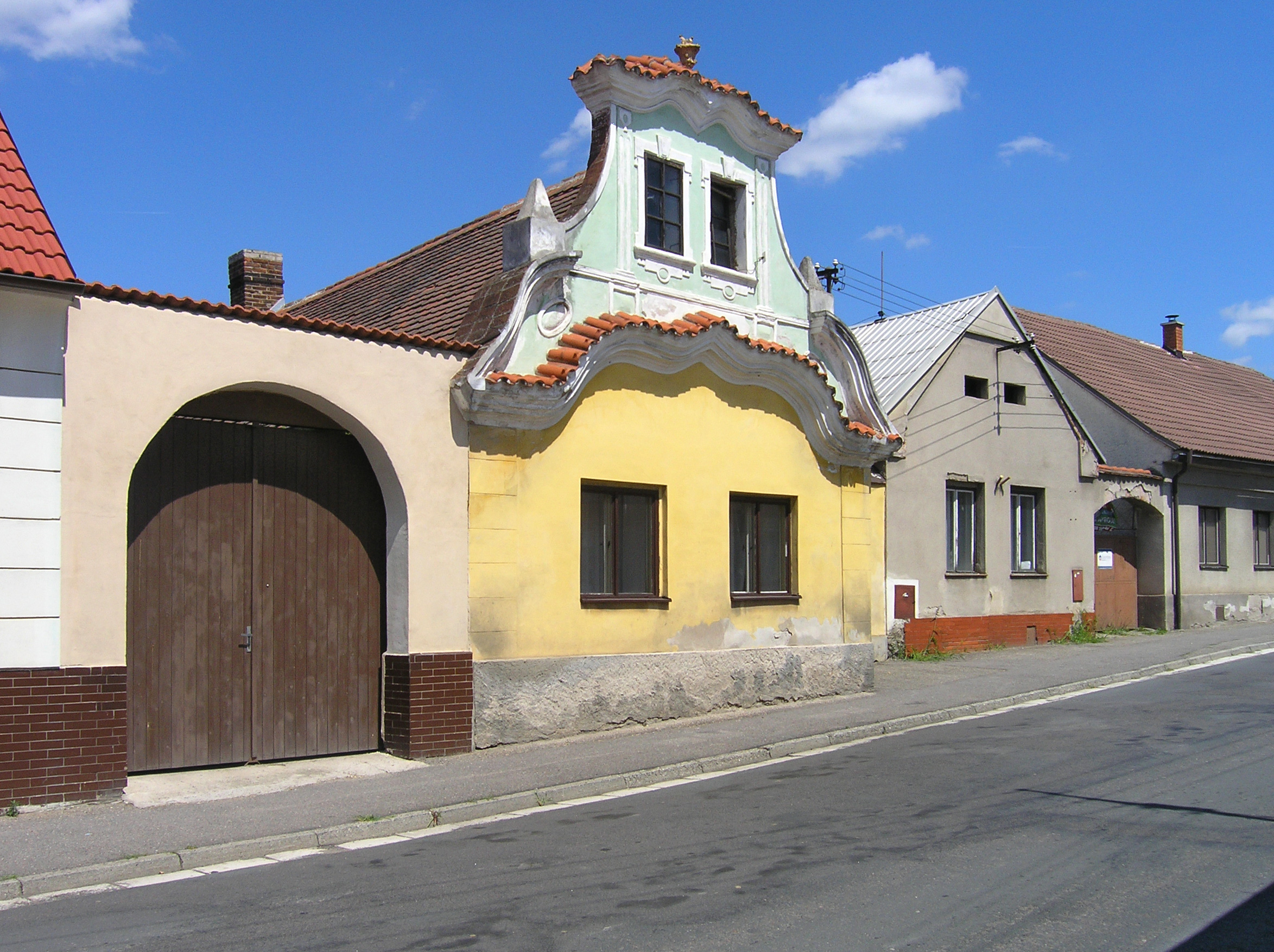
Statek v Čáslavské ulici